# レーティッシュ鉄道ABe8/12 3501-3515形電車

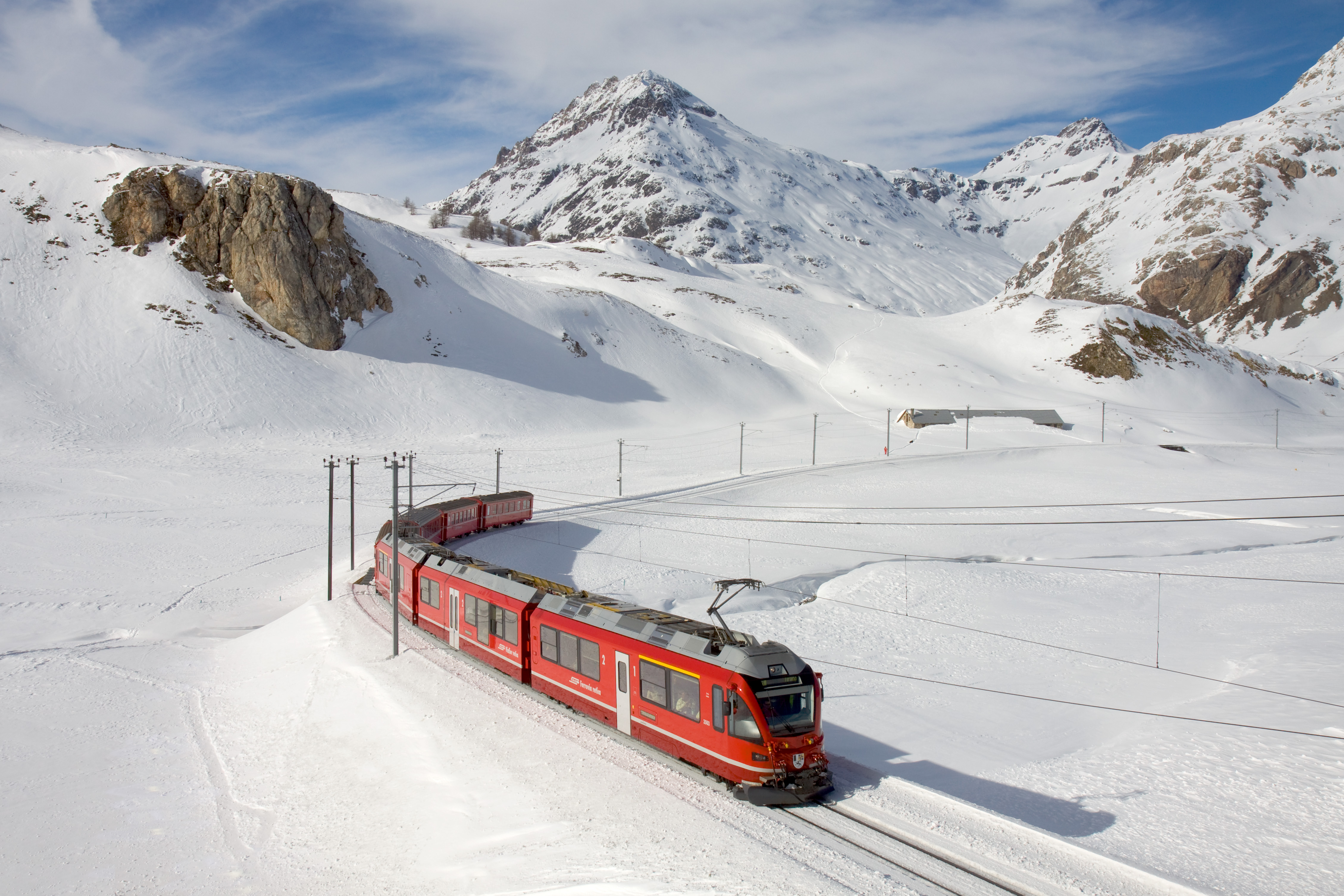
ベルニナ線のティラーノ行き普通列車を牽引するABe8/12 3503号機、オスピッピッツォ・ベルニナ駅付近

レーティッシュ鉄道ABe8/12 3501-3515形電車（レーティッシュてつどうABe8/12 3501-3515がたでんしゃ）は、スイスのレーティッシュ鉄道の本線系統およびベルニナ線で使用される山岳鉄道用電車である。愛称は「アレグラ」。

## 概要
スイスの鉄道では、1990年代以降、低床式の客車や電車の導入により、バリアフリー化が推進されており、レーティッシュ鉄道でも1999年製のBDt 1751-1758形部分低床式制御客車の導入によって一部列車のバリアフリー化および終端駅での機関車付替作業の省略による効率化を図ってきたが、引続き近い将来代替が必要となる旧型の機材による運行が主体となっていた。そのため、2007年にはさらにバリアフリー化や冷房化などのサービス向上と運行の効率化を図り、旧型の機材を代替するための4ステップからなる長期計画が以下の通り策定されている。
| ステップ    | 機種       | 導入数    | 予定運行区間                                                | 予算額                  | 備考                          |
| ----------- | ---------- | --------- | ----------------------------------------------------------- | ----------------------- | ----------------------------- |
| 第1ステップ | 交直流電車 | 3両15編成 | ベルニナ線、クール・アローザ線、ラントクアルト - ダヴォス間 | 約150百万スイス・フラン | 2010年運行開始予定            |
| 第2ステップ | 交流電車   | 4両5編成  | クール近郊区間                                              | 約50百万スイス・フラン  | 2007年末までに最終決定        |
| 第3ステップ | 客車       | 5両7編成  | クール - サンモリッツ間                                     | 約80百万スイス・フラン  | 2008-09年に導入の最終意思決定 |
| 第4ステップ | 交流電車   | 5両10編成 | ディセンティス/ミュスター - シュクオール・タラスプ間        | -                       | 導入については後日決定        |

1. ↑  ABe4/16 3101-3105形として2013年から運行開始、シュタッドラー・レール製
2. ↑  レーティッシュ鉄道ABi 5701-5706形客車として当初予定の5両編成から展望車・制御客車付の7両編成とした6編成が2016年より順次運行開始。シュタッドラー・レール製
3. ↑  エンガディン線用の機体も含めたABe4/16 3111-3146形4両36編成を2019年以降に導入することを2015年に決定

本形式はこの計画の第1ステップ用の機材として計画されたもので、スイスのシュタッドラーとボンバルディア・トランスポーテーションによる提案を受け、結果前者に発注がされた機体であり、1947、53年製で本線系統用のGe4/4I形電気機関車および1964 - 72年製でベルニナ線用のABe4/4 41-49形電車を代替できる、電化方式AC 11 kV・16 2/3 Hzの本線系統とDC 1000 Vのベルニナ線の双方で使用可能な交直流電車である。なお、本形式は片運転台式の電車であるABe4/4 351形電車と中間客車のBi 356形部分低床式客車、同じく片運転台電車のABe4/4 350形電車からなる3両固定編成を総称してABe 8/12 3501-3515形としたものである。
本形式の設計は、スイスのシュタッドラーが1997年から製造している、走行機器を集中搭載した4輪単車の動力車に1車体片側1台車で片持ち式の部分低床式客車を組み合わせたGTWシリーズや、2004年から製造している都市近郊列車用で、両先頭車の先頭部に走行機器を集中搭載した連接式部分低床式電車であるFLIRTシリーズといったモジュラー式構造の電車をベースとしているが、本形式はこれらの機体とは異なり、固定編成の電車列車で客車列車を代替するものではなく、従来の機関車兼用電車と同様に長編成の客車列車を牽引する運用を想定した設計となっているのが特徴で、可変電圧可変周波数制御により、本線用のGe4/4III形電気機関車に匹敵する2600 kWの定格出力、260 kNの牽引力と100 km/hの最高速度の性能を持ち、35 ‰で245 tを牽引可能な性能を持つ強力機であるとともに、低床部の床面高さをレール面上480 mmとしたバリアフリー対応の機体でもある。車体と機械部分の製造および最終組立をシュタッドラーが、主要な電機品の製造をABB Schweizが担当している。
なお、本機は2007年長期計画の第2ステップで導入されるクールおよびラントクアルト近郊用の電車であるABe4/16 3101-3105形とともにレーティッシュ鉄道沿線で使用されているロマンシュ語で「こんにちは」「ようこそ」などを意味する「アレグラ」（Allegra）の名称がつけられており、レーティッシュ鉄道内では本形式をALLEGRA-Zweispannungstriebzüge (ZTZ)、ABe4/16形をALLEGRA-Stammnetztriebzüge (STZ)として区分している。姉妹鉄道である日本の小田急箱根でも、2014年登場の3000形に「アレグラ号」の愛称を付与している。
各機体の編成番号と各車の機番、発注年、製造（予定）年、機体名（グラウビュンデン州に縁のある人名）は以下の通り
- ABe8/12 3501 - ABe4/4 35101 + Bi 35601 + ABe4/4 35001 - 2007年 - 2009年10月14日 - Willem Jan Holsboer[7]
- ABe8/12 3502 - ABe4/4 35102 + Bi 35602 + ABe4/4 35002 - 2007年 - 2009年11月6日 - Friedrich Hennings[8]
- ABe8/12 3503 - ABe4/4 35103 + Bi 35603 + ABe4/4 35003 - 2007年 - 2010年3月19日 - Carlo Janka[9]
- ABe8/12 3504 - ABe4/4 35104 + Bi 35604 + ABe4/4 35004 - 2007年 - 2010年4月1日 - Dario Cologna[10]
- ABe8/12 3505 - ABe4/4 35105 + Bi 35605 + ABe4/4 35005 - 2007年 - 2010年4月16日 - Giovanni Segantini[11]
- ABe8/12 3506 - ABe4/4 35106 + Bi 35606 + ABe4/4 35006 - 2007年 - 2010年7月1日 - Anna von Planta
- ABe8/12 3507 - ABe4/4 35107 + Bi 35607 + ABe4/4 35007 - 2007年 - 2010年8月1日 - Benedetg Fontana[12]
- ABe8/12 3508 - ABe4/4 35108 + Bi 35608 + ABe4/4 35008 - 2007年 - 2010年9月9日 - Richard Coray[13]
- ABe8/12 3509 - ABe4/4 35109 + Bi 35609 + ABe4/4 35009 - 2007年 - 2010年11月9日 - Placidus Spescha[14]
- ABe8/12 3510 - ABe4/4 35110 + Bi 35610 + ABe4/4 35010 - 2007年 - 2010年11月12日 - Alberto Giacometti[15]
- ABe8/12 3511 - ABe4/4 35111 + Bi 35611 + ABe4/4 35011 - 2007年 - 2010年12月9日 - Otto Barblan[16]
- ABe8/12 3512 - ABe4/4 35112 + Bi 35612 + ABe4/4 35012 - 2007年 - 2011年1月6日 - Jörg Jenatschr[17]
- ABe8/12 3513 - ABe4/4 35113 + Bi 35613 + ABe4/4 35013 - 2007年 - 2011年1月27日 - Simeon Bavier[18]
- ABe8/12 3514 - ABe4/4 35114 + Bi 35614 + ABe4/4 35014 - 2007年 - 2011年3月3日 - Steivan Brunies[19]
- ABe8/12 3515 - ABe4/4 35115 + Bi 35615 + ABe4/4 35015 - 2007年 - 2011年3月31日 - Alois Carigiet[20]

## 仕様

### 車体

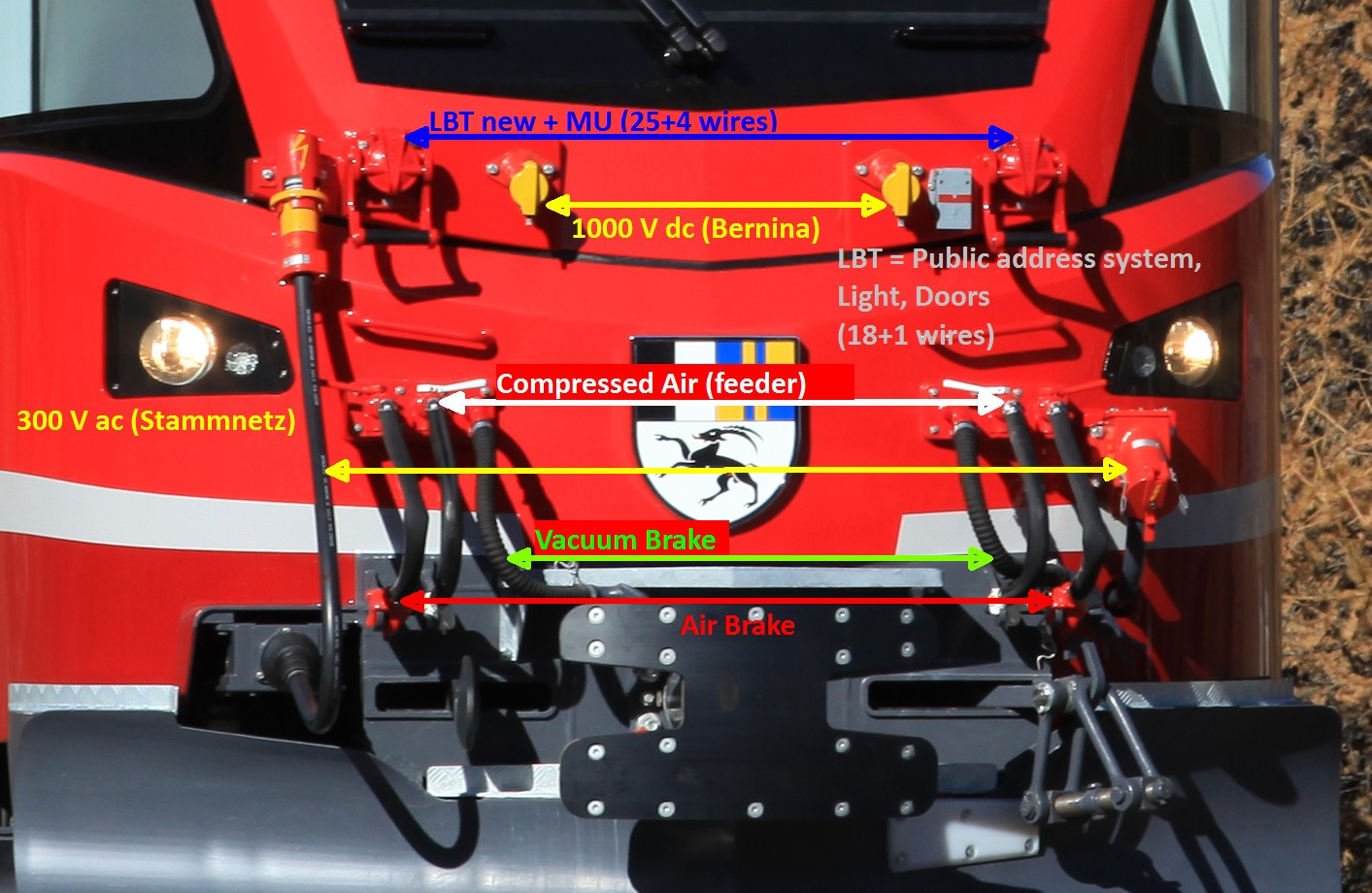
先頭部、25+4芯の重連総括制御用、ベルニナ線暖房用DC 1000 V、18+1芯のドア・電灯制御用、本線系統の暖房用AC 300 Vの各電気連結器と圧縮空気、空気ブレーキ、真空ブレーキ用の各連結ホースを装備する

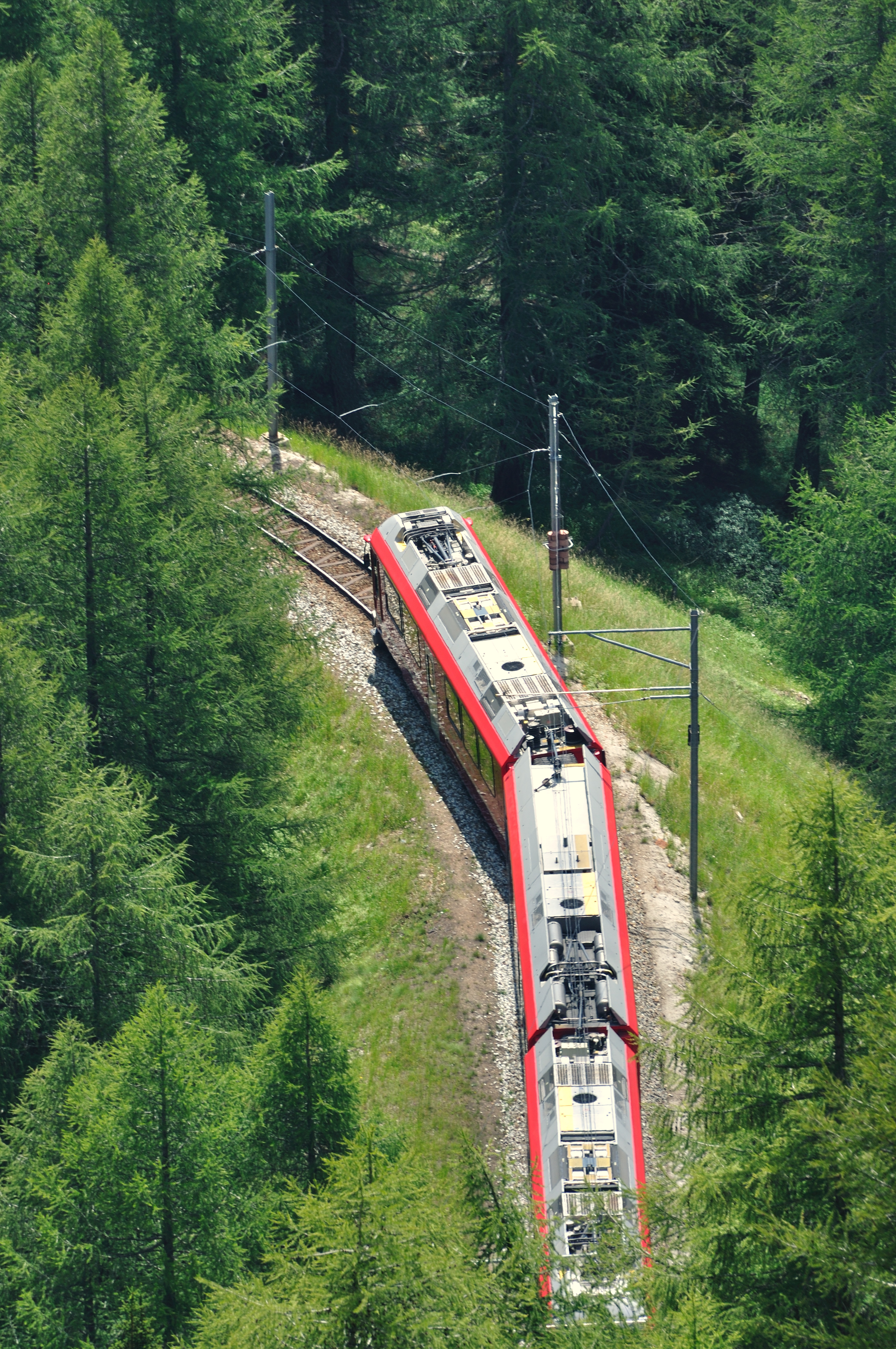
本形式の屋根上、各車に空調装置、集電装置を搭載するほか、両先頭車に主変圧器、主電動機等の冷却ファン、ブレーキ用抵抗器等を搭載する

- 本機は車軸配置Bo'Bo'+2'2'+Bo'Bo'で3両固定の固定編成で、個別形式は前位側からABe4/4 350形電車、Bi 356形客車、ABe4/4 351形電車となっているが、固定編成で使用されることを前提としており、機器類も分散配置されている。編成両端のABe4/4 350、351形は床面高さ1050 mmの高床式、Bi 356形は台車上部が993 mmの高床式で車端部がスロープを経由して1050 mmまで床面が高くなっており、その他の部分がレーティッシュ鉄道のホーム高さに対応した床面高さ480 mmの低床式となっている。客室はABe4/4 350、351形が編成端側が1等室、編成中央側が2等室自転車積載スペースが用意され、Bi 356形は全室2等室で車椅子対応トイレ、車椅子スペースおよび自転車積載スペースが用意されている。
- 車体は急曲線のあるベルニナ線に対応した車体長16 m級の短いもので、構体は基本的にアルミ製で車端耐荷重800 kNに対応しており、運転台部分のみ縦方向に左右2本設置された太径の鋼管による骨組みにガラス繊維強化プラスチック製外装を装備したもの、モジュール構造となっている車体は車体側面の上部を内側に絞り、台枠は台車がはまり込む構造として屋根上機器および床下機器のカバーを装備したものとなっている。なお、車体の設計および製造の一部はdesign & technik[21]が担当している。
- 先頭部はGTWシリーズやFLIRTシリーズの流れを引くデザインで、縦方向に曲面で大きく絞り込み前面窓ガラス下部に段差を設け、左右側面も前面下部へ向かって内側へ絞った形状であり、大型の1枚曲面ガラスの全面窓ガラスの上部にLEDの行先表示器が設置されており、下部の左右および上部に前照灯とLEDの標識灯のユニットが設置されている。連結器は車体取付のねじ式連結器で緩衝器（バッファ）が中央、フック・リングがその左右にあるタイプである。また、車体の前面下部に上部がステップを兼ねた大型のスノープラウが、台車先頭部にも砂撒き装置用の砂箱を兼ねた小型のスノープラウが設置されており、カーブの区間でも確実に除雪ができるようになっている。
- 側面は窓扉配置d2D3(ABe4/4 351形) - 3D2(Bi 356形) - 2D21(ABe4/4 350形)、もしくはd2D2(ABe4/4 350形) - 2D4(Bi 356形) - 3D21(ABe4/4 351形)で、側面窓は大型の固定式を基本として1両あたり2箇所程度が上段下降、下段固定式となっており、乗降扉脇の窓下部にはLED式の行先表示器が設置されている。なお、窓高さは低床部と高床部のもの上辺を揃えて設置されている。乗降扉はABe4/4 350、351形は有効幅850 mm片開式、Bi 356形は扉下部の床内に引込式のステップを設置した有効幅1300 mm両開式で、いずれも電気駆動のスライド式プラグドアとなっている。
- 室内はABe4/4 350、351形は運転室の背面が1等室で、2+1列の3人掛けの固定式クロスシートが2ボックス設置され、その後部が出入口および自転車積載スペース、さらにその後部が2等室となっており、2+2列の4人掛けの固定クロスシートがABe4/4 351形では3ボックス、ABe4/4 350形では2ボックスが設置され、連結部は機器室となっている。Bi 356形は全室2等室で車体両端部の高床部に2+2列の4人掛けの固定クロスシートが2ボックスずつ、低床部は前位側から自転車積載スペースおよび手荷物積載スペース、出入口、車椅子対応の真空式トイレ、折畳式座席形付の車椅子スペースとなっている。座席は1等室、2等室いずれも1名分ずつの独立した形状のバケットシートで肘掛とヘッドレスト付で、1等室のものは黒系色のモケットと白の布製ヘッドレストカバー付、2等室のものは青系色のモケットとビニール製ヘッドレスト付のものとなっている。
- 室内には列車位置情報など各種案内用の液晶ディスプレイが設置され、車内放送装置、車外の行先表示器などと共にRuf-Gruppe[22]製のVisiWebと呼ばれるシステムによって統合されている。
- 運転室は中央運転台のデスクタイプで、2ハンドル式のマスターコントローラーを設置しており、3面式の計器盤の各計器類は従来タイプの針式のもののほか、車両情報装置用の液晶ディスプレイが設置されており、乗降扉は左側のみの設置、側面窓には電動式のバックミラーが設置されている。
- 車体塗装は赤をベースに車体裾部が濃赤色で赤色との境界部分に銀帯が入り、窓周りを黒としたもので、ABe4/4 350、351形は2等室窓下に、Bi 356形は後位側の窓下にレーティッシュ鉄道のロゴが、側面乗降扉横の銀帯部にグラウビュンデン州のロゴが入り、正面下部中央にはグラウビュンデン州のエンブレムがつく。また、屋根および屋根上機器、乗降扉が銀色、床下機器と台車、床下機器カバーの下辺部はダークグレーである。

### 走行機器
- 制御方式は主変換装置にIGBTを使用したものであり、交流区間ではコンバータ・インバータ式、直流区間ではインバータ式で主電動機を駆動しており、1台の主変換装置に2組のインバータと1組の補助電源装置を装備し、1組のインバータで1台の主電動機を制御することで、さまざまな天候下でも駆動力を確保できるように配慮したものとなっている。パンタグラフはシングルアーム式のものを各車に1基ずつを搭載しており、両端のABe4/4 350、351形のものが舟体を3本装備した大電流対応の直流用、中間のBi 356形のものが舟体2本の交流用のものであるが、3基は母線引通で接続されており電気的には差異はなく、直流用の電磁式遮断器および交流用の真空遮断器の双方が接続されている。
- 主変圧器はABe4/4 350、351形のそれぞれ床下中央にABB製で重量4800 kgのTyp LOT 1250が1基ずつ設置されており、入力は架線からAC 11 kV・16.7 Hz、出力は主変換装置用のAC 850 V・263 kVAを4組、暖房用としてAC 1000 V・200 kVAおよびAC 320 V・200 kVAを1組ずつ[23]となっており、冷却は油冷式で冷却油は屋根上に搭載された冷却ファンにより冷却される。
- 主変換装置はABB-Schweiz製のBordlineシリーズのうち、小型の交流/直流両用Typ Bordline CC700をABe4/4 350、351形床下に各2基搭載している。これらは補助電源用出力の違いでTyp CC700 SR1およびTyp CC700 SR2となっており、前者はコンバータ1基と主電動機制御用の出力各350 kWのインバータ2基、補機用三相AC 400 V・50 kVA (10 - 50 Hz)および蓄電池充電用DC 36 V・8 kW出力の補助電源装置1基を、後者は同じく主電動用インバータ2基と補機用三相AC 400 V・50 kVA (10 - 50 Hz)および三相AC 400 V・60 kVA (10 - 60 Hz)出力の補助電源装置をそれぞれ一体の筐体に収めたものとなっているほか、発電ブレーキ用の125 kW用の抵抗器2基を屋根上に搭載している。
- 車両情報装置は力行、ブレーキ指令や空転制御やブレーキ力調整などの制御伝送や、乗降扉、空調装置、モニタ装置、各種表示装置の制御が可能であり、主な伝送にCANopenを使用しており、データレコーダーとしてはHASLER Rail[24]製のTeloc1200を搭載する。
- ブレーキ装置は電気ブレーキとして主変換装置による回生ブレーキと屋根上に搭載したブレーキ用抵抗器を使用する発電ブレーキを装備するほか、列車用空気ブレーキ、入替用直通空気ブレーキ、列車用の真空ブレーキおよび電磁吸着ブレーキを装備する。
- 主電動機は連続定格出力250 kWのかご形三相誘導電動機 をABe4/4 350、351形に各4基ずつ搭載し、最大出力は交流区間で2600 kW、直流区間では2400 kW、牽引力260 kN、最高速度100 km/hの性能を発揮し、本線系統の35 ‰区間では245 t、ベルニナ線の70 ‰区間では140 tを牽引することができる。
- 台車はStadler製の低床式台車で、ABe4/4 350、351形の動台車は車輪径810 mm、軸距2000 mm、Bi 356形の従台車は車輪径685 mmで軸距1800 mmのいずれもボルスタレス式台車で枕ばねは空気ばね、軸ばねはコイルばねで軸箱支持方式は軸梁式となっており、動台車には電磁吸着ブレーキを装備する。主電動機は台車枠に装荷され、動力は駆動装置出力軸と動軸に設置された中空軸間および、中空軸と動軸間に装備されたクイルと積層ゴムブロックを使用した継手で変位を吸収するクイル式駆動方式の一種で動輪へ伝達される。
- そのほか、電動空気圧縮機、電動真空ポンプ、空調装置、蓄電池などを搭載する。

### 主要諸元
- 軌間：1000 mm
- 電気方式：AC 15 kV 16.7 HzおよびDC 1000 V 架空線式
- 最大寸法：49500（ABe4/4 350、351形：16690、Bi 356形：16120）mm、全幅2650 mm、全高3800 mm
- 床面高さ：
  - ABe4/4 350、351形：1050 mm
  - Bi 356形：993 mm（高床部）、480 mm（低床部）
- 軸配置：Bo'Bo'+2'2'+Bo'Bo'
- 車輪径：
  - ABe4/4 350、351形：810 mm
  - Bi 356形：680 mm
- 自重：106 t
- 座席定員：24名（1等座席）、76名（2等座席）、14名（折畳座席）、2名（車椅子）
- 走行装置
  - 主制御装置：IGBT使用のVVVFインバータ制御
  - 主電動機：かご形三相誘導電動機、連続定格出力250 kW×4台×2両
- 最大出力：2600 kW（交流区間）、2400 kW（直流区間）
- 起動時牽引力：260 kN
- 最高速度：100 km/h（設計最高速度120 km/h）
- ブレーキ装置：回生ブレーキ、空気ブレーキ、真空ブレーキ、電磁吸着ブレーキ

## 運行
- 本機はレーティッシュ鉄道への入線後各種の試運転を実施しており、2009年12月5日には試運転においてフェライナトンネル内で1000 mm軌間での世界最高速度である139 km/hを記録している[25]ほか、10月25日にはアローザ線で188 t（7両の客車、貨車）の列車とアルブラ線で302 t（14両の客車、貨車）の列車、10月27日にはベルニナ線で157 t（9両の客車）の列車の牽引試験を行っている。
- 本機はまず2010年5月のダイヤ改正からまずベルニナ線での運用が開始され、その後増備のに従い、クール-アローザ線、ラントクアルト-ダヴォス間での運用が開始される予定であったが、これに先立って2010年1月よりラントクアルト-ダヴォス間のレギオエクスプレス[26]の客車列車を牽引したり、アルブラ線の貨物列車を牽引するなど一部列車で運用が開始されているほか、2010年5月1日にはラントクアルト工場にて3501-3504号機の命名式が執り行われている。
- 2010年5月13日のダイヤ改正後は4運用が設定されて、例えば平日ではベルニナ線の旅客列車を主としてダヴォス・プラッツ-サンモリッツ-ティラーノ間のベルニナ急行1往復、ラントクアルトとサンモリッツもしくはポントレジーナ間のフェライナトンネル、エンガディン線経由の貨物列車1往復に使用される。なお、これに伴い、従来夏ダイヤ時のみ定期の2運用に使用されていたGem4/4形ディーゼル/電気両用機関車が通年で予備用兼工事/除雪用となるほか、同様に夏ダイヤでは9運用が設定されていたABe4/4 41-49形の運用が6運用に減少している。また、本線系統からサメーダンもしくはサンモリッツを経由してベルニナ線へ直通するベルニナ急行の一部などの列車の牽引に使用され、到達時間の短縮が図られている。
- 本形式は通常は何両かの客車を牽引するほか、本形式への対応改造を実施したBDt 1751-1758形制御客車およびEW II系[27]の制御客車であるBDt 1721-1723形の更新改造車からの遠隔制御や本形式3編成までの重連が可能となっている。また、貨車を併結した混合列車や貨物列車としても運行されており、貨物列車の場合は正面表示器にはドイツ語で貨物列車を表すGuterzugの表示がされる。
- レーティッシュ鉄道のDC 1000 V区間であるベルニナ線はサンモリッツからイタリアのティラーノ間の全長60.69 km、最急勾配70 ‰、最急曲線半径45 m、最高高度2253 m、高度差1824 mの山岳路線である。
- クール-アローザ線のスイス最古の都市クールから著名な避暑地でありスキーリゾートであるアローザ間の全長25.7 km、最急勾配60 ‰、最急曲線半径60 m、最高高度1739 m、高度差1155 mの山岳路線である。

| 運用 | 出庫                                          | 運行概要 | 入庫                                       |
| ---- | --------------------------------------------- | --- | ------------------------------------------ |
| 601  | ラントクアルト                                | ラントクアルト - ポントレジーナ - サンモリッツ - ティラーノ - サンモリッツ - ティラーノ - ポスキアーヴォ | ポスキアーヴォ                             |
| 602  | ポスキアーヴォ                                | ポスキアーヴォ - サンモリッツ - ティラーノ - サンモリッツ - ティラーノ - サンモリッツ - ポントレジーナ | ポントレジーナ                             |
| 603  | ポントレジーナ                                | ポントレジーナ - ティラーノ - サンモリッツ - ティラーノ - サンモリッツ - ポスキアーヴォ | ポスキアーヴォ                             |
| 604  | ポスキアーヴォ                                | ポスキアーヴォ - サンモリッツ - ティラーノ - サンモリッツ - ティラーノ - ポスキアーヴォ - ポントレジーナ - ラントクアルト | ラントクアルト                             |
| 605  | ラントクアルト                                | ラントクアルト - クール - アローザ - クール - アローザ - クール - アローザ - クール - アローザ - クール - アローザ - クール - アローザ | アローザ                                   |
| 606  | アローザ                                      | アローザ - クール - アローザ - クール - アローザ - クール - アローザ - クール - アローザ | アローザ                                   |
| 607  | アローザ                                      | アローザ - クール - ラントクアルト - クール - ティラーノ - サンモリッツ - ティラーノ - ポスキアーヴォ | ポスキアーヴォ                             |
| 608  | ポスキアーヴォ                                | ポスキアーヴォ - ティラーノ - サンモリッツ - ティラーノ - ダヴォス・プラッツ | ダヴォス・プラッツ                         |
| 609  | ラントクアルト                                | ラントクアルト - ティラーノ - クール - ラントクアルト | ラントクアルト                             |
| 610  | アローザ（月-火曜） ラントクアルト（水-金曜） | （アローザ - ）/（アローザ - ラントクアルト - ）/（ラントクアルト - ）クール - アローザ - クール - アローザ - クール - アローザ - クール - アローザ - クール - アローザ - クール - アローザ - クール（ - ラントクアルト）/（ - アローザ）                                            | ラントクアルト（月-木曜） アローザ（金曜） |
| 611  | ラントクアルト                                | ラントクアルト - ダヴォス・プラッツ - フィリズール - ダヴォス・プラッツ - フィリズール - ダヴォス・プラッツ - ラントクアルト - ダヴォス・プラッツ - フィリズール - ダヴォス・プラッツ - フィリズール - ダヴォス・プラッツ                                                            | ダヴォス・プラッツ                         |
| 612  | ダヴォス・プラッツ                            | ダヴォス・プラッツ - フィリズール - ダヴォス・プラッツ - フィリズール - ダヴォス・プラッツ - ラントクアルト - ダヴォス・プラッツ - フィリズール - ダヴォス・プラッツ - ラントクアルト - ダヴォス・プラッツ - フィリズール - ダヴォス・プラッツ - ラントクアルト - ダヴォス・プラッツ | ダヴォス・プラッツ                         |
| 613  | ダヴォス・プラッツ                            | ダヴォス・プラッツ - ラントクアルト - ダヴォス・プラッツ - フィリズール - ダヴォス・プラッツ - ラントクアルト - ダヴォス・プラッツ - フィリズール - ダヴォス・プラッツ - ラントクアルト - ダヴォス・プラッツ - ラントクアルト                                                        | ラントクアルト                             |
| 614  | （ラントクアルト）                            | 運用予備 | （ラントクアルト）                         |
| 615  | （ラントクアルト）                            | 検査予備 | （ラントクアルト）                         |

1. ↑  2015年5月9日から10月25日まで
2. ↑  月曜
3. ↑  火曜
4. ↑  水-金曜
5. ↑  月-木曜
6. ↑  金曜

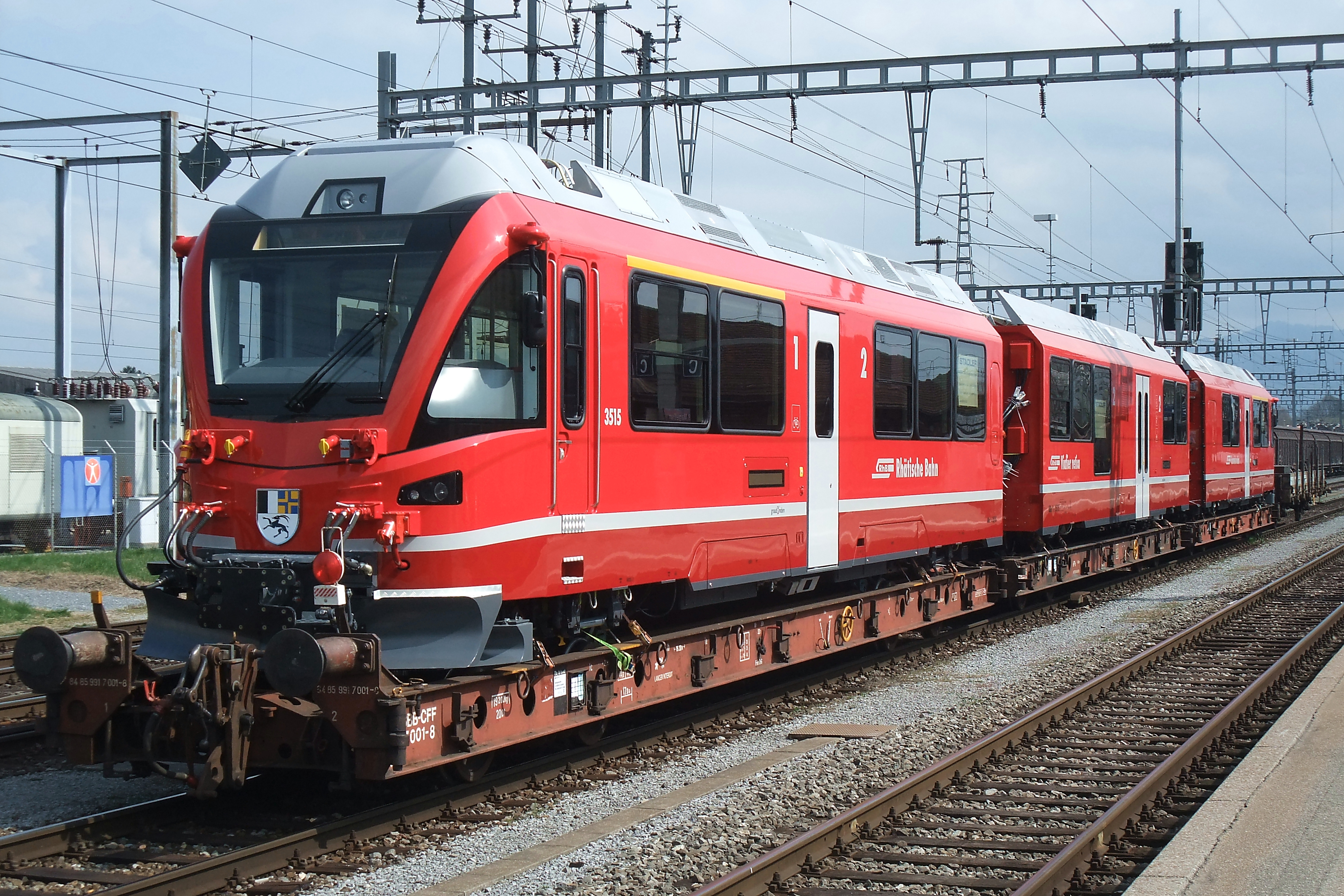
スイス国鉄の狭軌車両輸送車でシュタッドラー社のアルテンルハイン工場から輸送されるABe8/12 3515号機
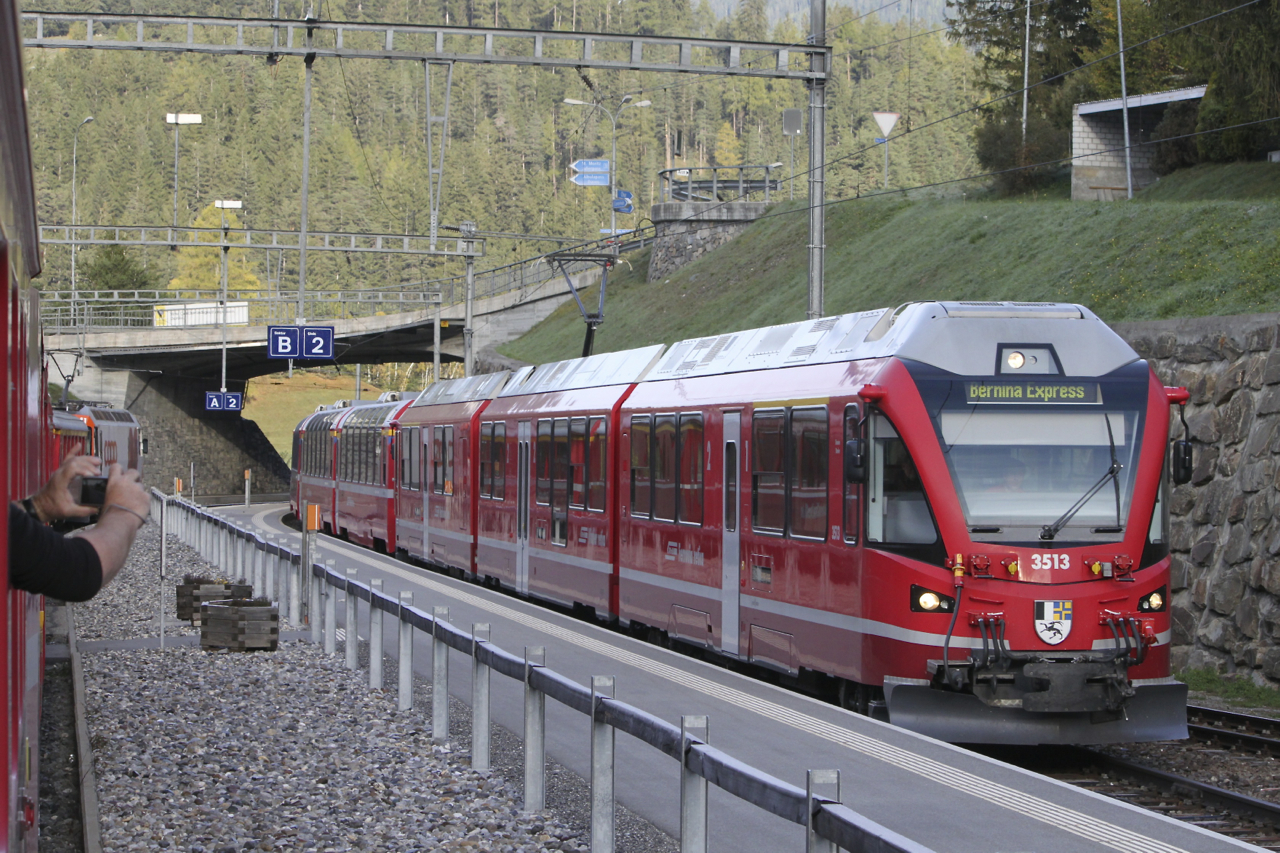
ベルニナ急行を牽引するAbe8/12 3513号機、ティーフェンカステル駅、2013年
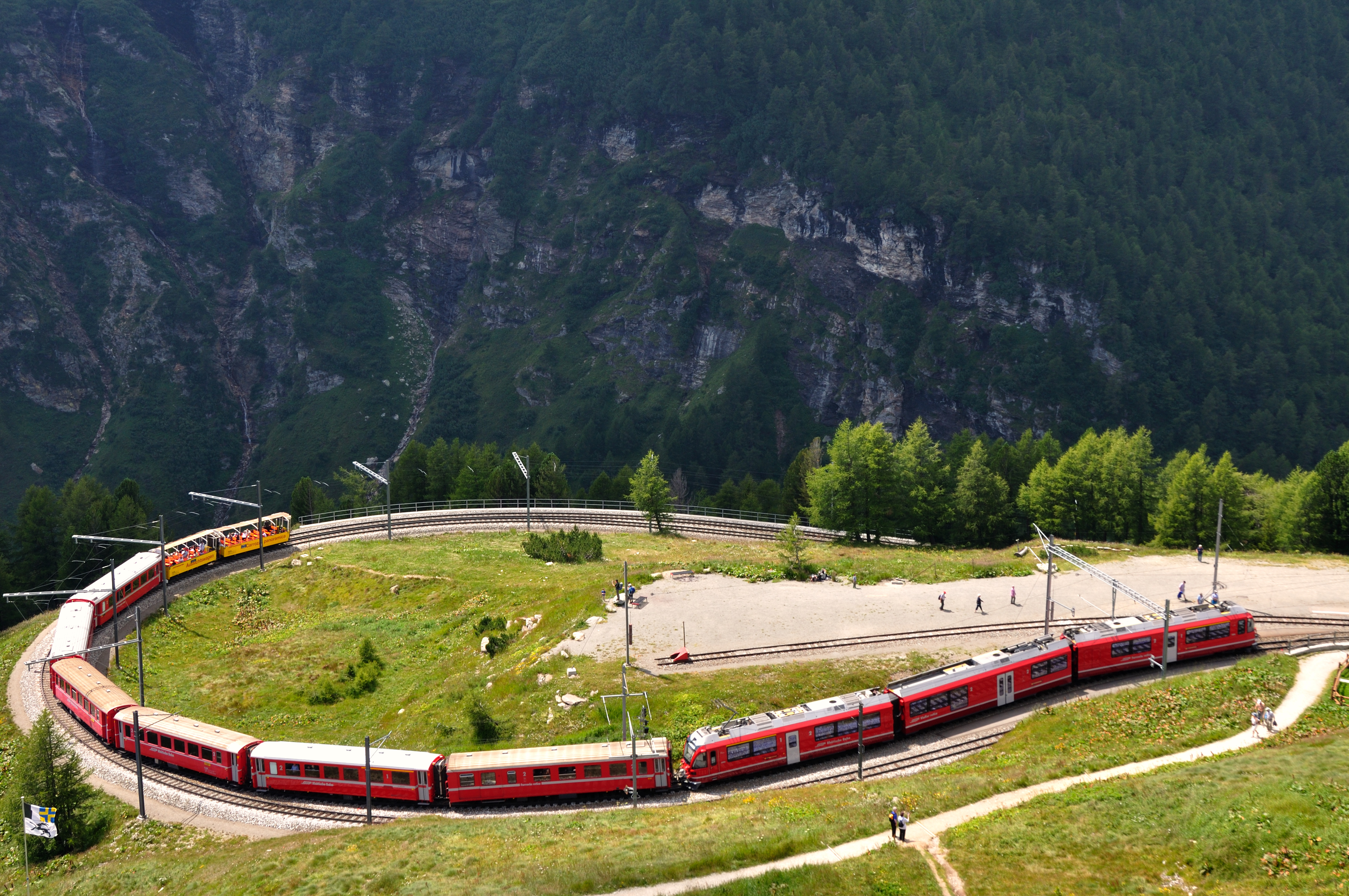
オープン車を含む客車8両を牽引するベルニナ線の列車、アルプ・グリュム駅、2011年
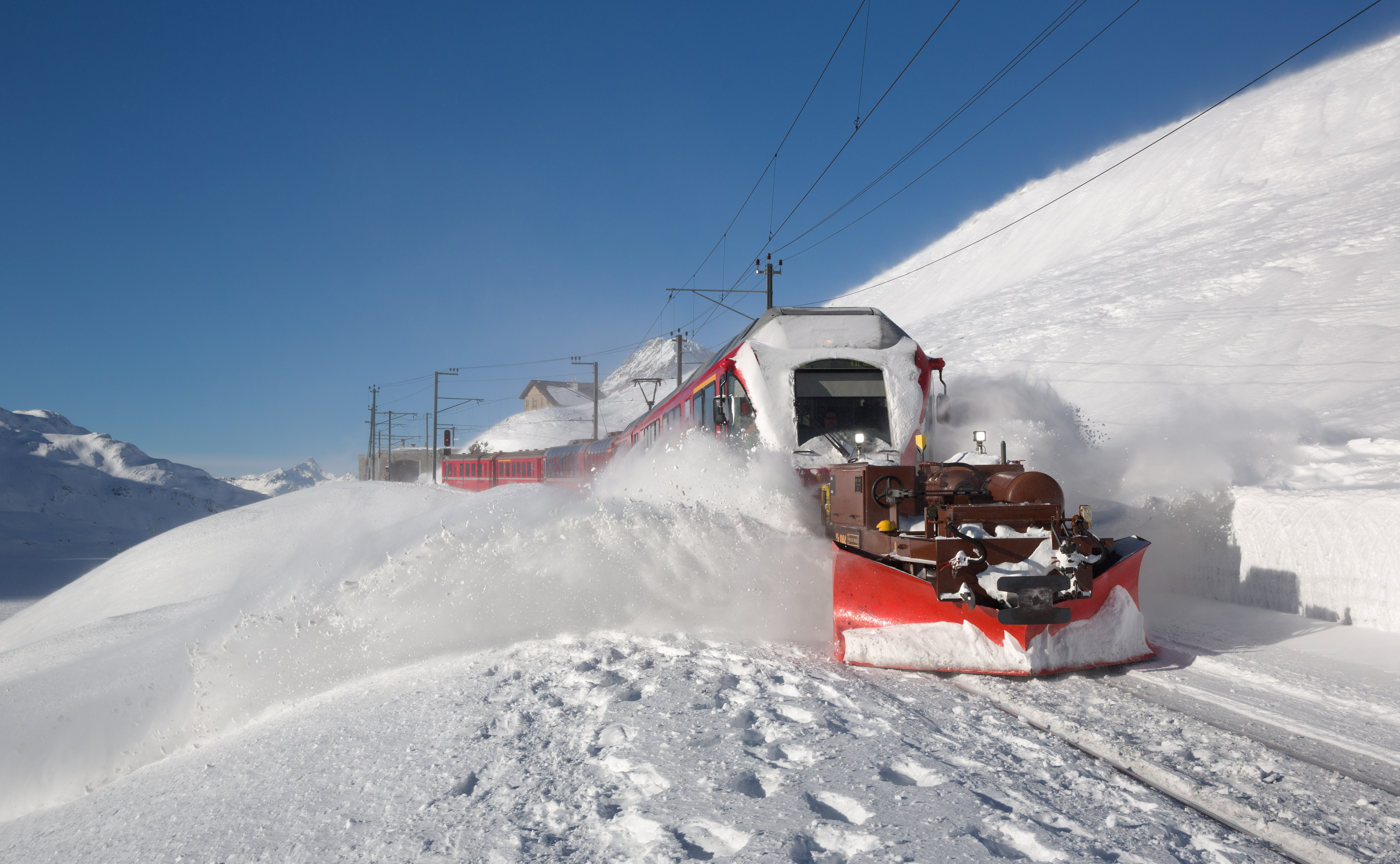
ABe8/12形が牽引する列車の先頭にXk 9141-9147形ラッセルヘッドを連結して運行される冬季のベルニナ線の列車、オスピッツォ・ベルニナ駅付近、2014年
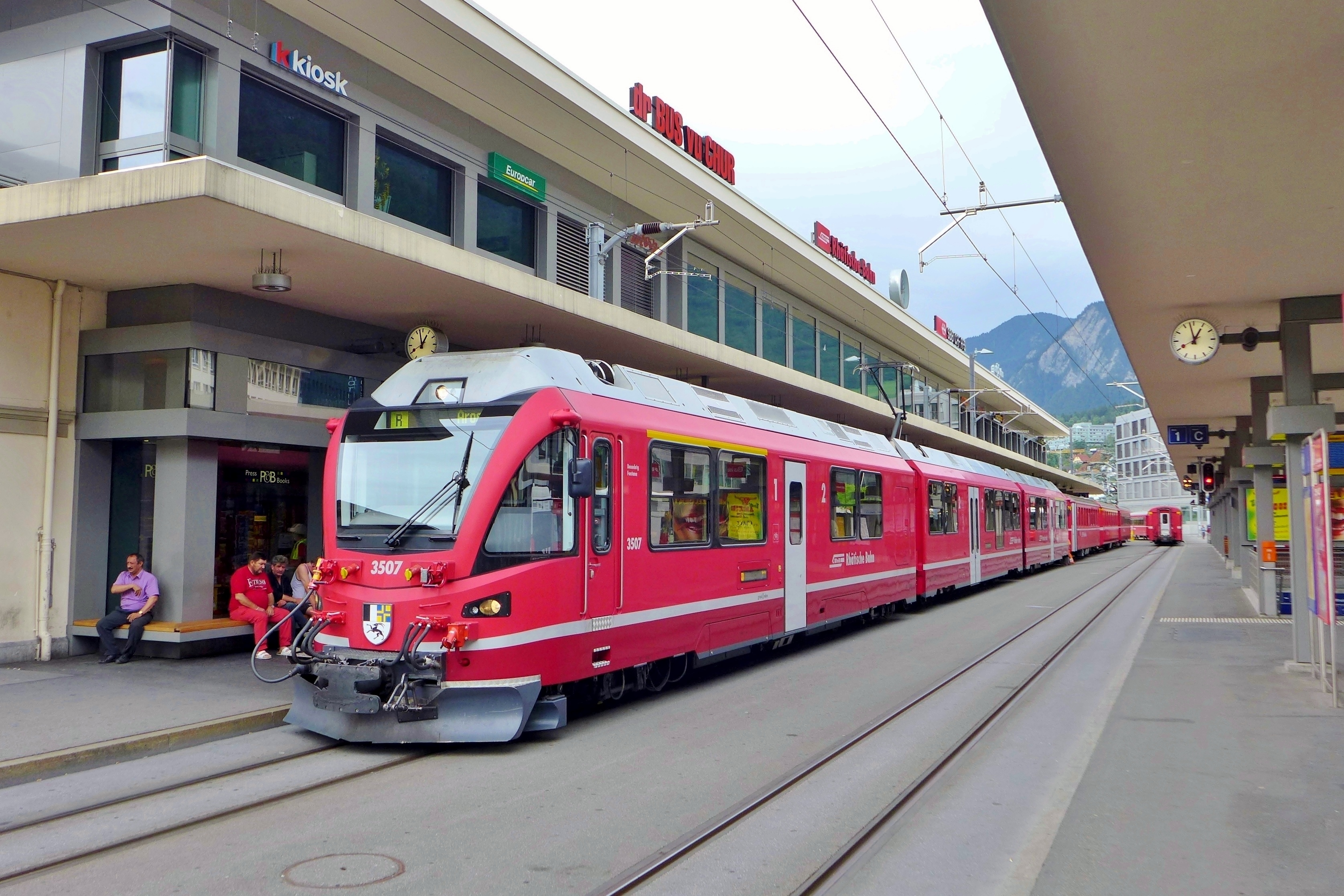
スイス国鉄とレーティッシュ鉄道本線系統のクール駅前の路面に設けられたクール・アローザ線のクール駅に停車するABe8/12 3507号機が牽引する列車、2014年
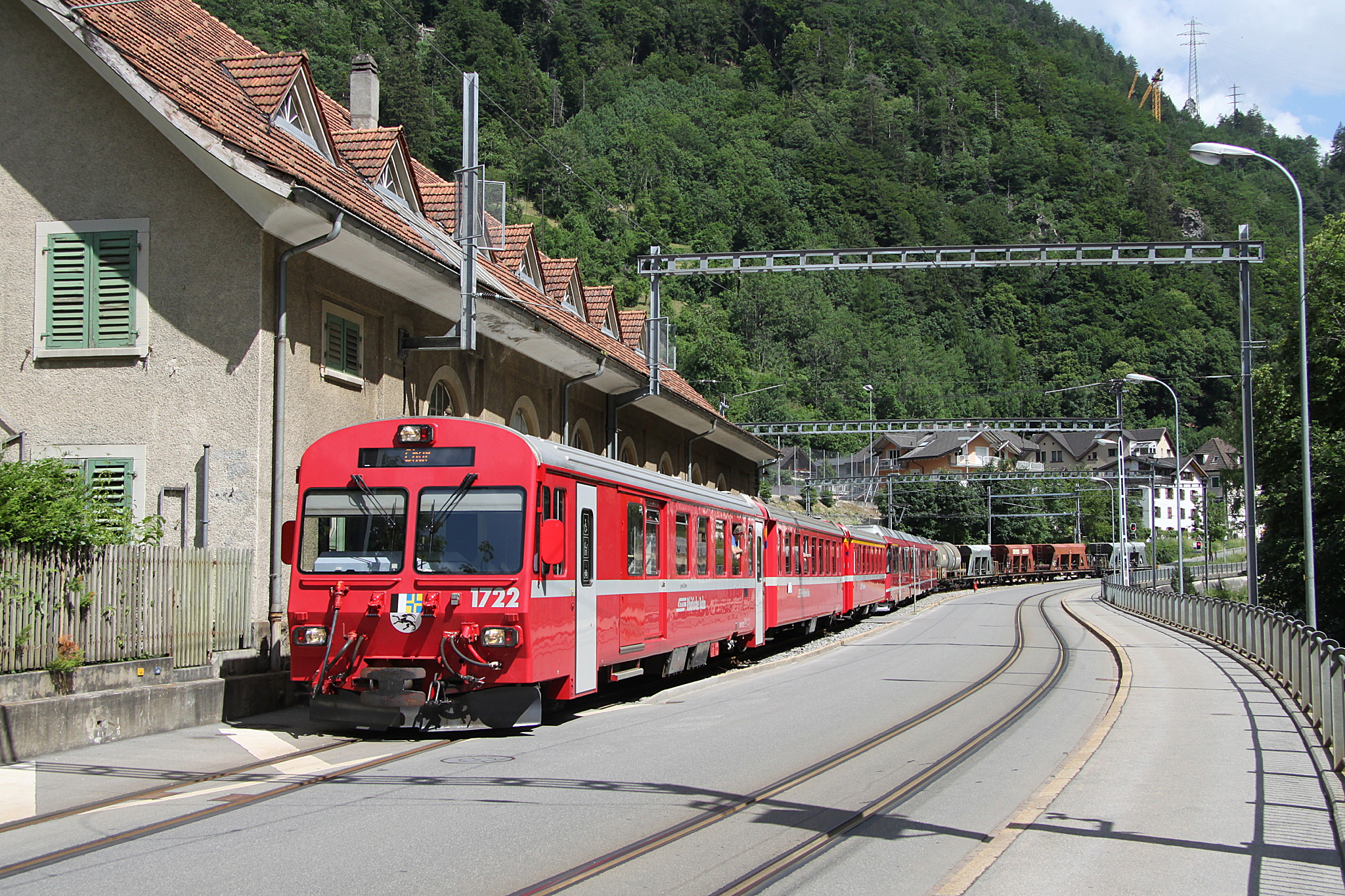
ABe8/12形の前後端に制御客車および客車3両と、貨車5両を連結した11両編成のクール・アローザ線の列車、クール駅付近、2015年
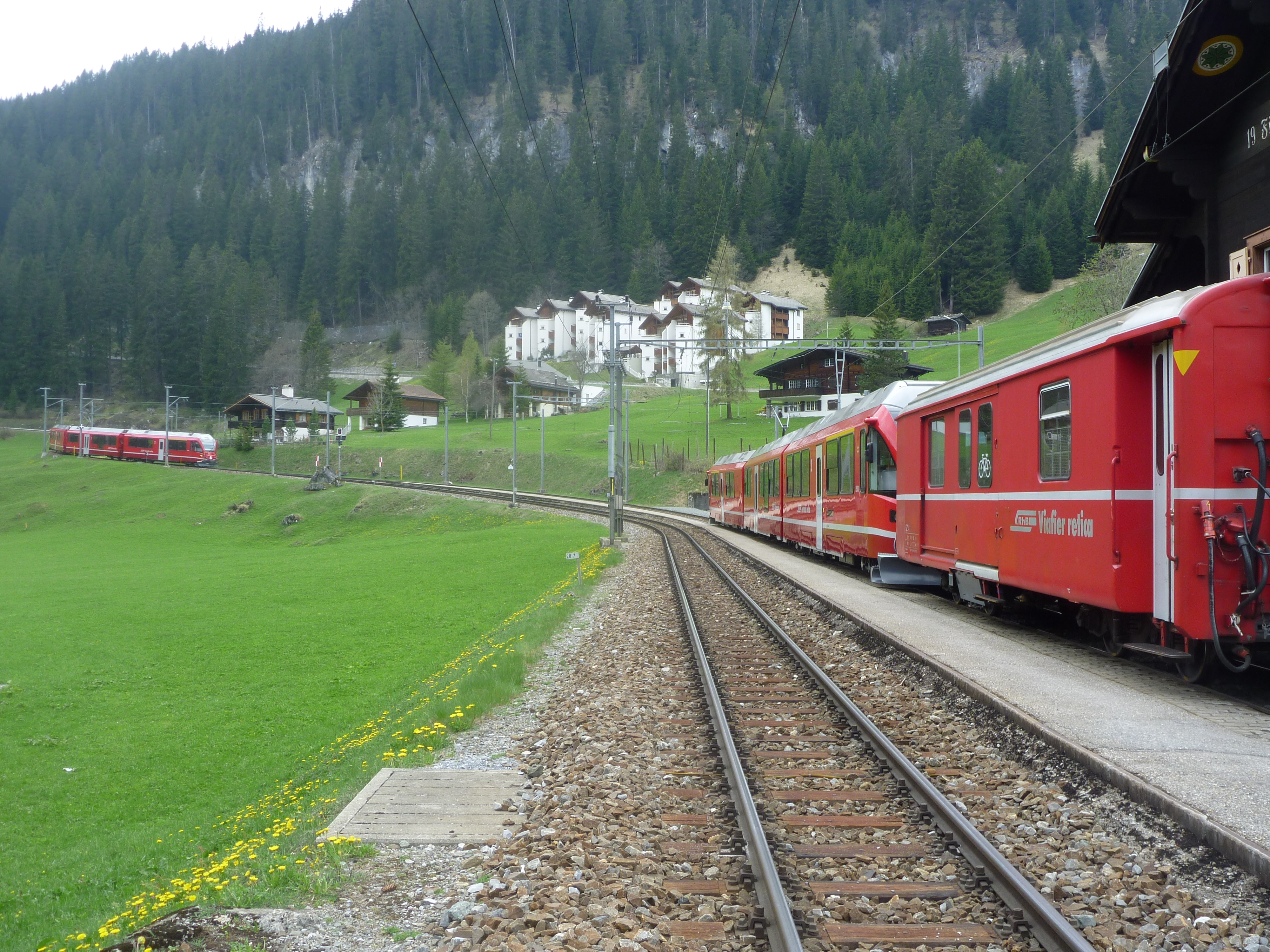
クール・アローザ線で運行されるABe8/12 3501-3515形
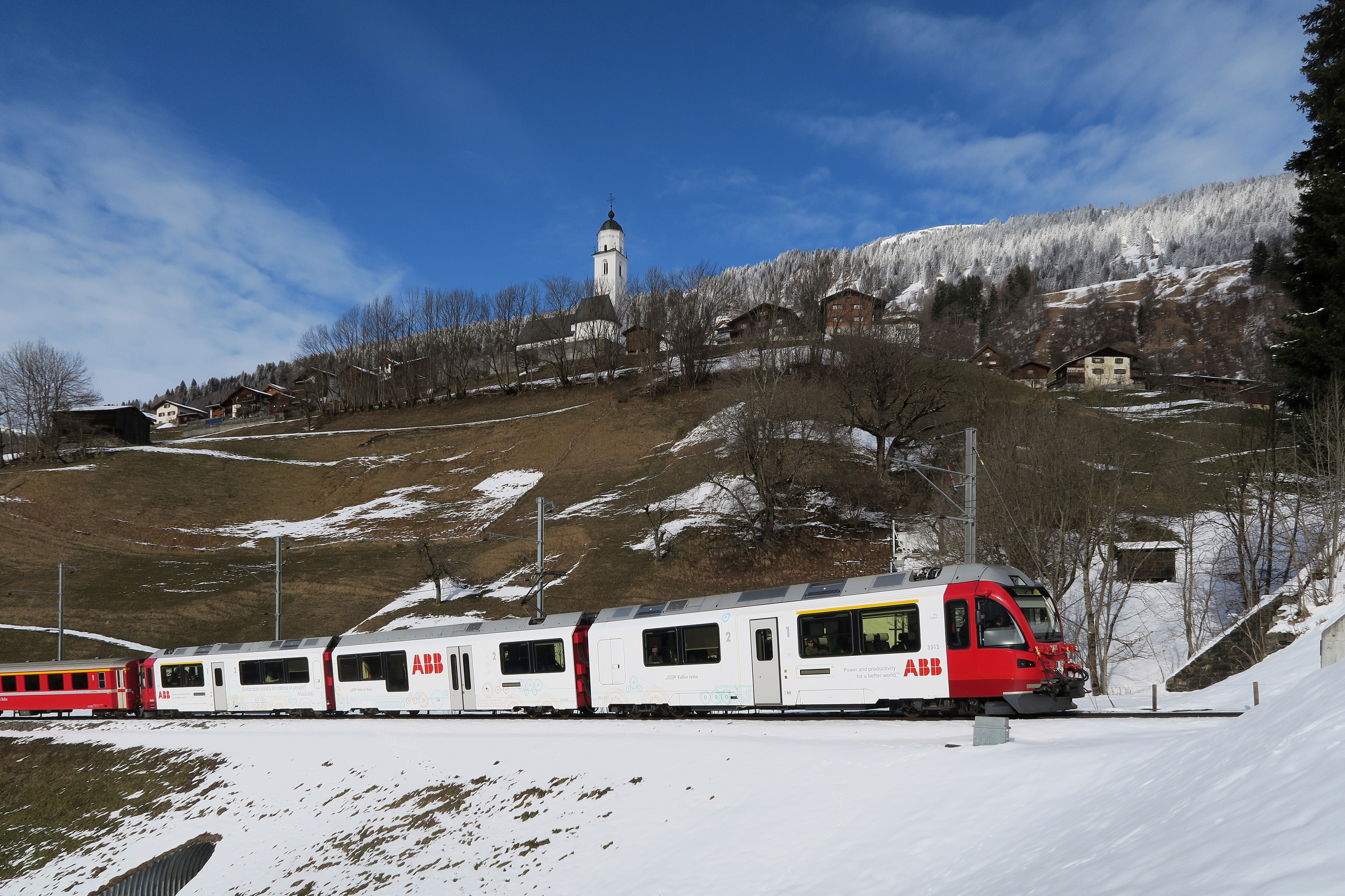
ABe8/12形の電機品メーカーであるABBの広告塗装機となったABe8/12 3512号機、2015年

## 同形機

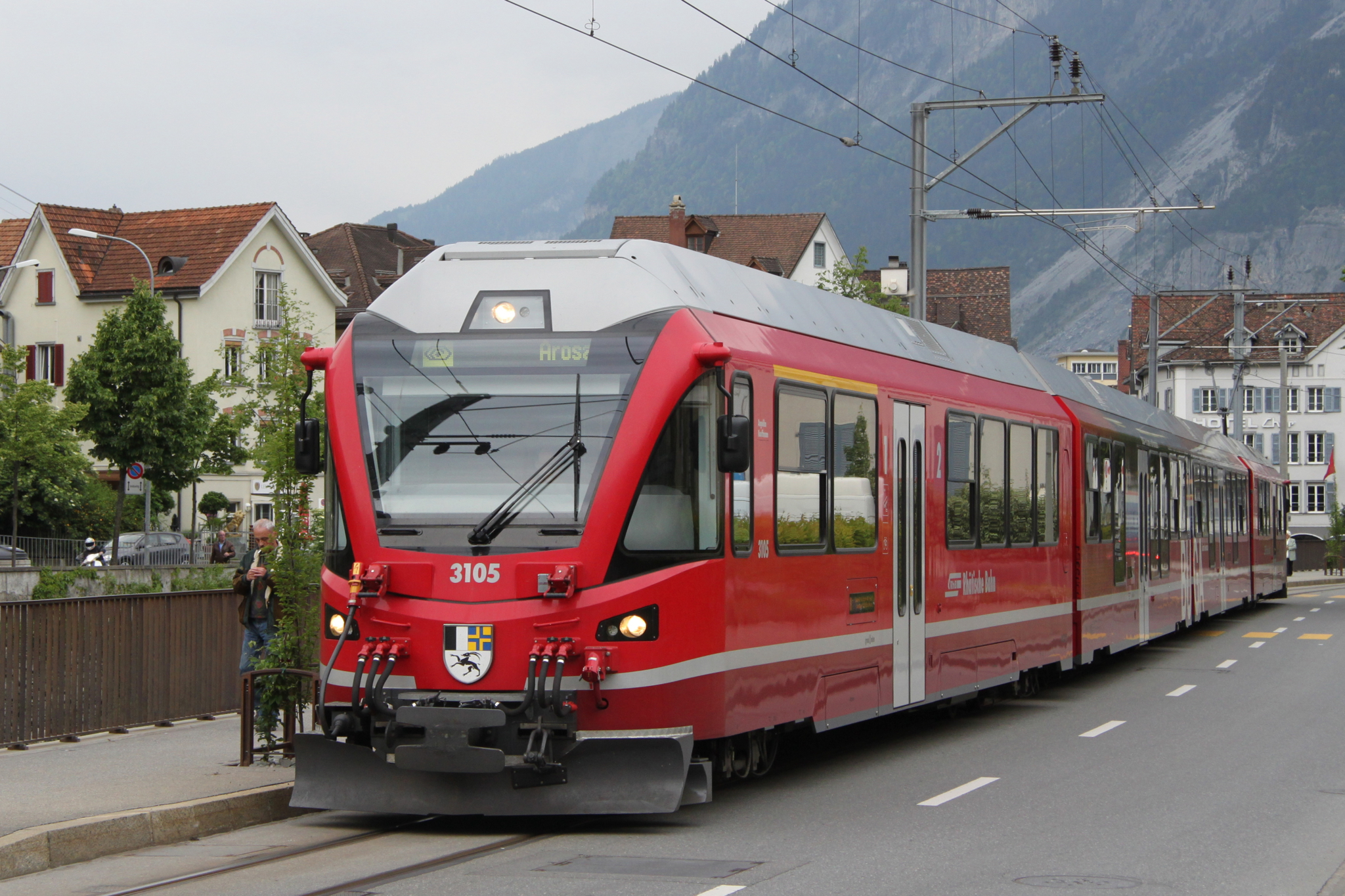
4両固定編成のABe4/16 3105号機、クール・シュタット駅

- レーティッシュ鉄道では2007年の長期計画の第2段階で、本形式と同系のABe4/16 3101-3105号機を2011年から5編成導入して、Be4/4 511-516形およびこれと編成を組む ABDt 1711-1716形制御客車、B 2411-2416形およびB 2417-2420形客車によるシャトルトレインを代替することとして、シュタッドラー社に総額50,000,000スイス・フランで発注し、2013年に運用を開始した。
- ABe4/16形はABe8/12 3501-3515形と異なり、基本的にはABt 316形制御客車、B 316形部分低床式客車、B 312形部分低床式客車、ABe4/4 310形電車で組成される4両固定編成単位で運用することを想定して定格出力も半分の1300 kWとなっており、電気方式もAC 11 kV・16 2/3 Hzのみの対応となっているほか、基本的には客車の牽引はせず、ABe4/16形単独もしくは重連での運行となっている。
- なお、当初の計画と異なり、Be4/4 511-516形はローカル運用および季節列車用として転用され（事故廃車となった一部の客車を除き）引き続き運行されていたが、ABe4/16 形「カプリコーン」の導入により廃車となった。